# Chamaeascus arcticus
Chamaeascus arcticus är en svampart som beskrevs av L. Holm, K. Holm & M.E. Barr 1993. Chamaeascus arcticus ingår i släktet Chamaeascus och familjen Hyponectriaceae.   Inga underarter finns listade i Catalogue of Life.